# کله‌جوب (قصرشیرین)
کله‌جوب (به کردی: کوڵه‌جوو)، روستایی از توابع بخش سومار شهرستان قصر شیرین در استان کرمانشاه ایران است.

## جمعیت
این روستا در دهستان سومار قرار دارد و براساس سرشماری مرکز آمار ایران در سال ۱۳۸۵، جمعیت آن ۲۵ نفر (۸خانوار) بوده‌است.